# Lindevangsparken
Lindevangsparken är en park i Frederiksbergs kommun, i tätorten Köpenhamn i Danmark. Lindevangsparken ligger 12 meter över havet.